# Barbara Stańdo-Kawecka
Barbara Stańdo-Kawecka – polska prawniczka, profesor nauk społecznych.

## Życiorys
W latach 1981–1984 ukończyła studia pedagogiki resocjalizacyjnej i prawa na Uniwersytecie Jagiellońskim, w 1991 r. obroniła pracę doktorską pt. Neutralizacja wymagań normatywnych w genezie przestępczości nieletnich, której promotorem był prof. Andrzej Gaberle, w 2008 r. habilitowała się na podstawie pracy zatytułowanej Prawo karne nieletnich. Od opieki do odpowiedzialności. W 2021 r. uzyskała tytuł profesora nauk społecznych. Pracuje w Zakładzie Prawa Karnego Wykonawczego na Wydziale Prawa i Administracji Uniwersytetu Jagiellońskiego.
Była zatrudniona w Katedrze Pedagogiki Resocjalizacyjnej na Wydziale Pedagogicznym Wyższej Szkole Filozoficzno-Pedagogicznej "Ignatianum" w Krakowie, oraz na Uniwersytecie Wrocławskim.